# Cadran (horlogerie)
Pour les articles homonymes, voir Cadran.
Un cadran est en général une surface plate, circulaire ou rectangulaire avec des nombres ou des repères identiques espacés régulièrement utilisée pour afficher des valeurs sur les instruments de mesure, les dispositifs de réglages d'appareil, les radios, et les horloges analogiques. Un cas spécifique en est le cadran solaire. Le cadran est généralement fixé à la platine par des vis qui sert les pieds du cadran ou par des brides de serrage.
Il est percé d'au moins un trou pour laisser passer les aiguilles et de guichet pour indiquer par exemple la date. Il peut également contenir plusieurs étages ou être bombé. La lecture de l'heure est souvent facilitée par des index-appliques qui peuvent être goupillées ou collées.
La plupart des cadrans d'horloges indiquent douze heures, mais on trouve certains cadrans à six heures ou à vingt-quatre heures. 

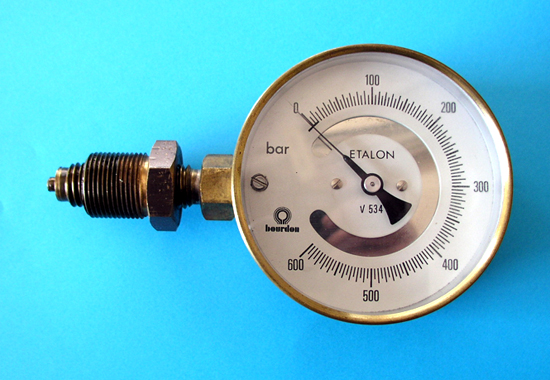
Cadran de manomètre gradué de 0 à 600 bars.
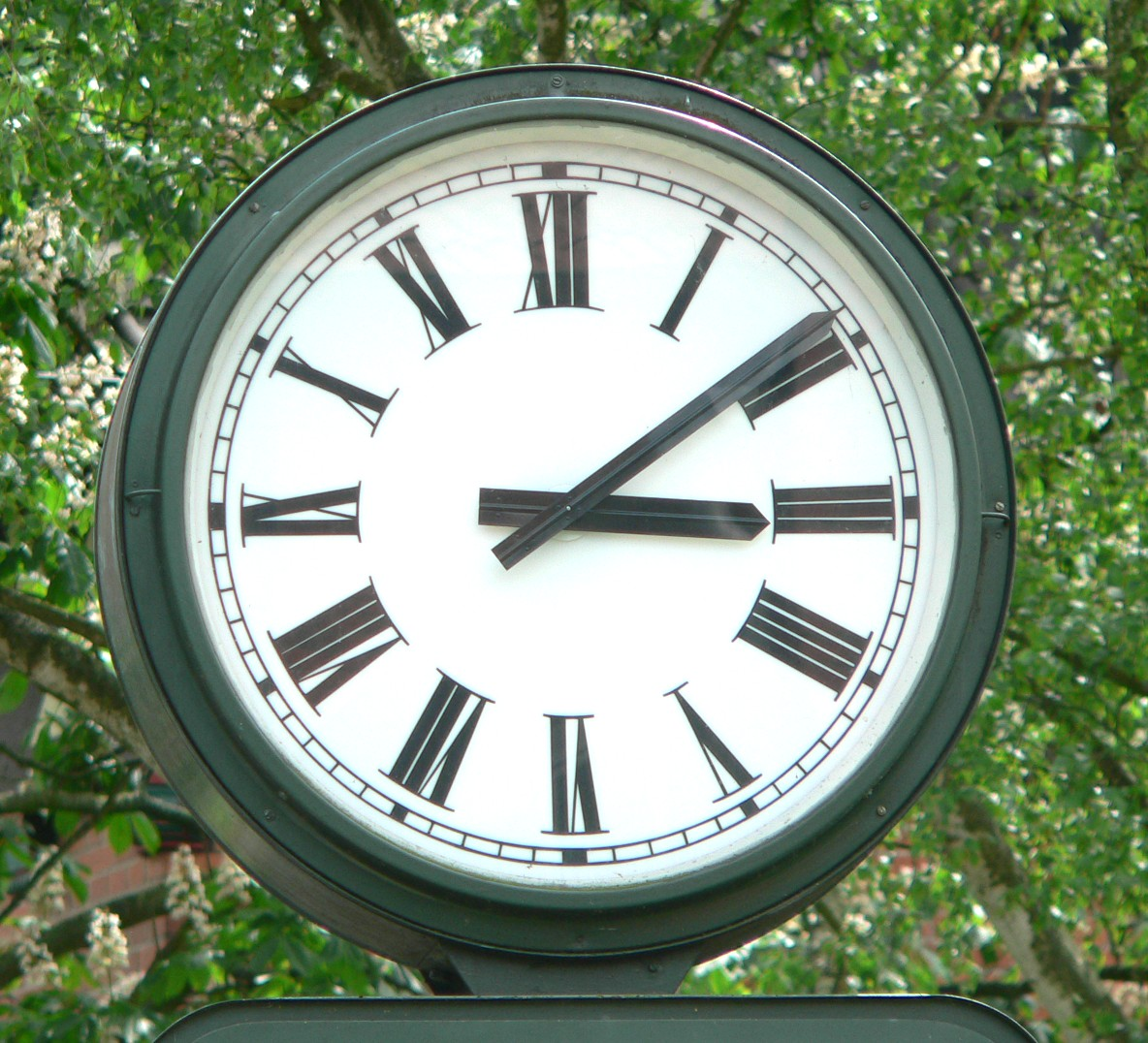
Horloge avec un quatre d’horloger (IIII au lieu d’un IV).
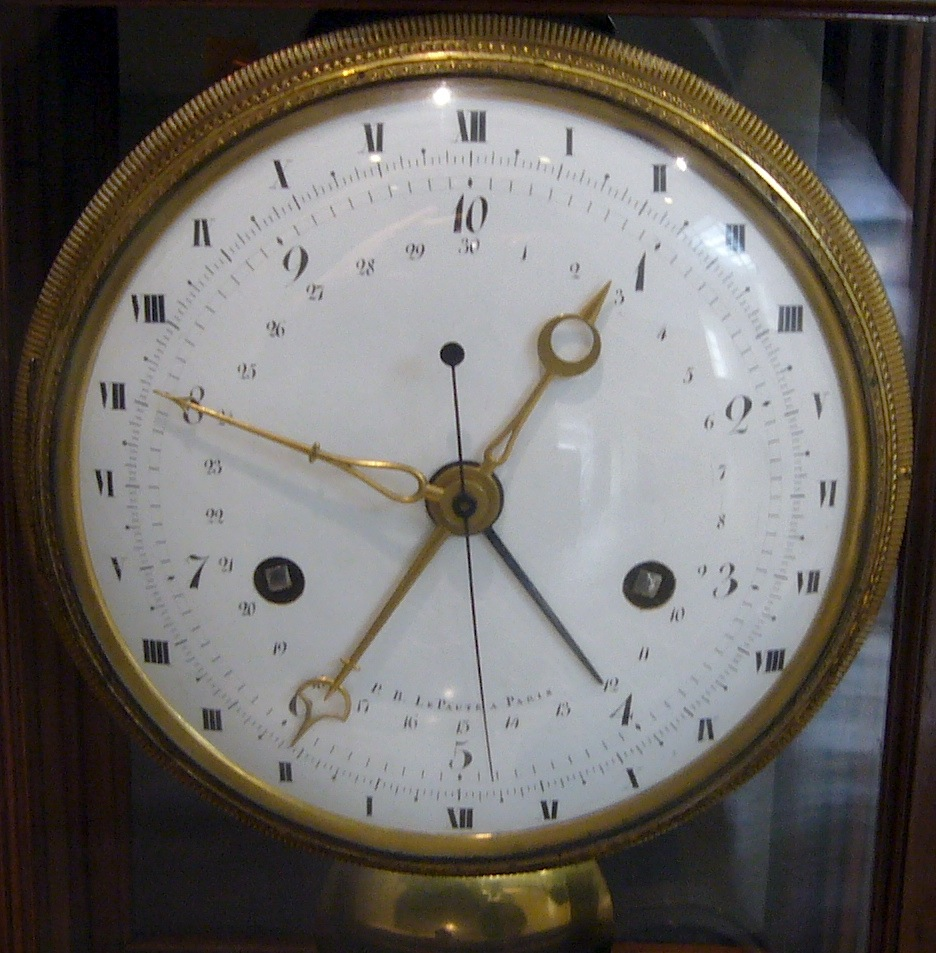
Cadran d'horloge républicaine, à temps décimal.
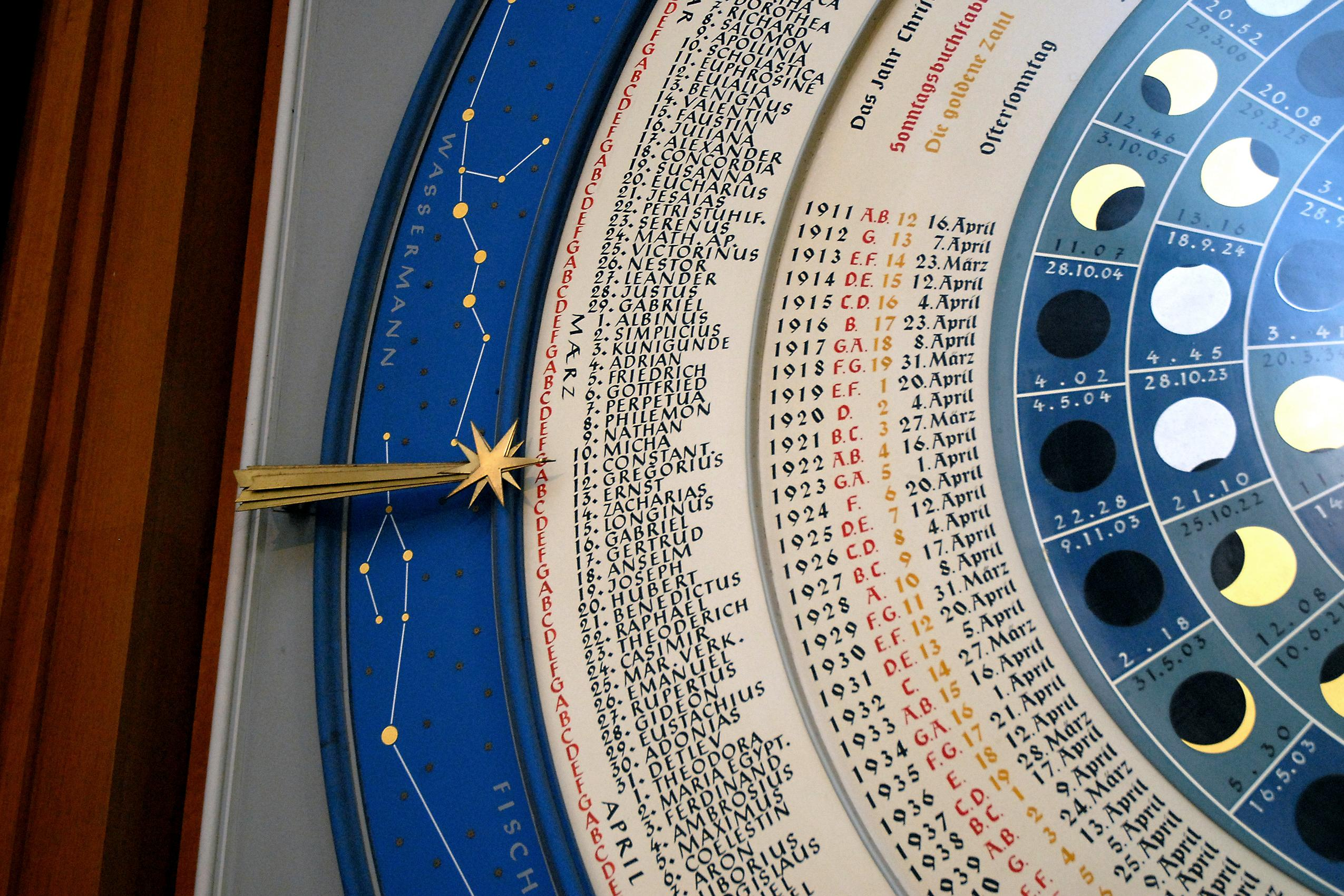
Détail d’une horloge astronomique.
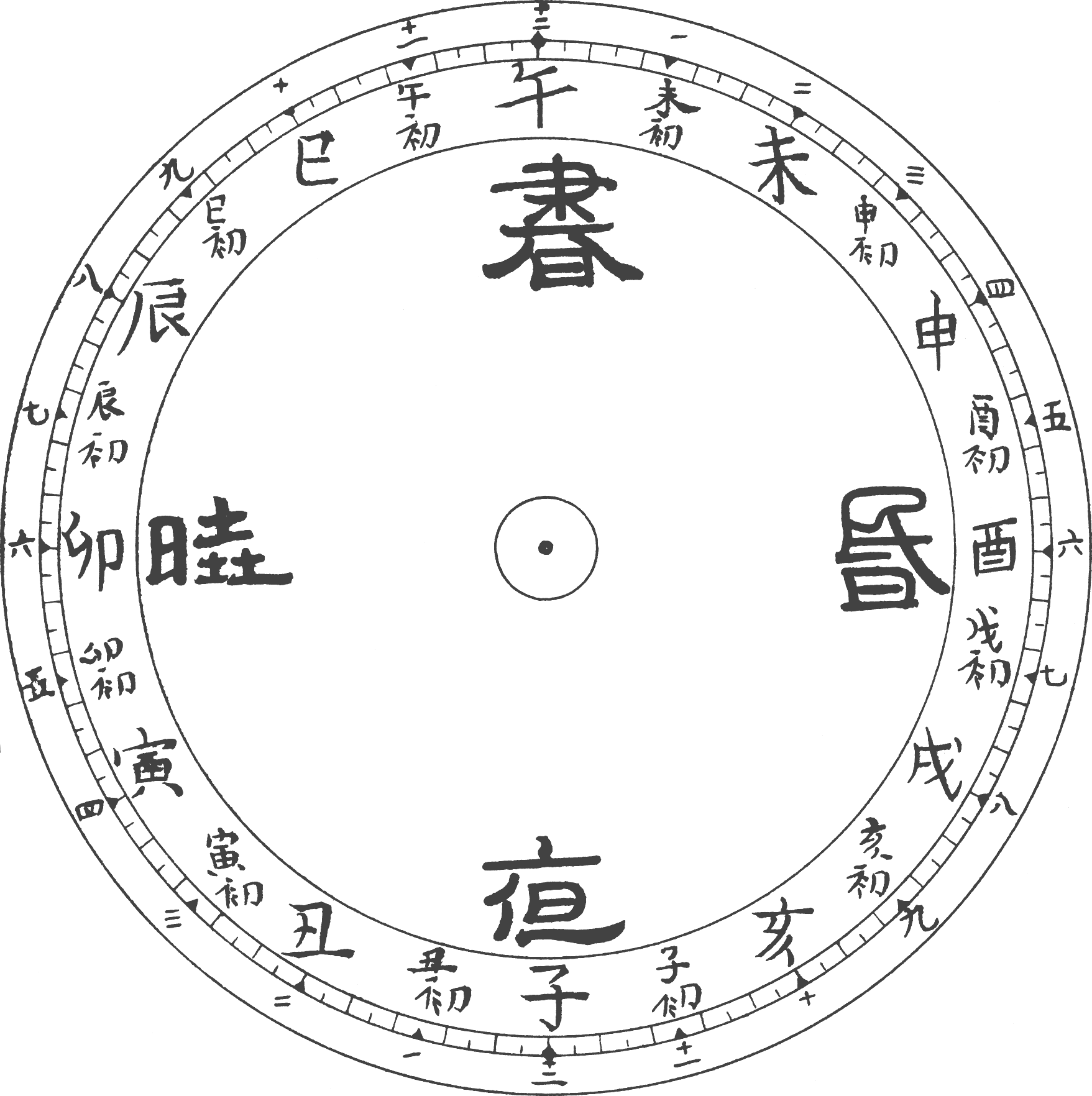
Cadran pour la Chine.
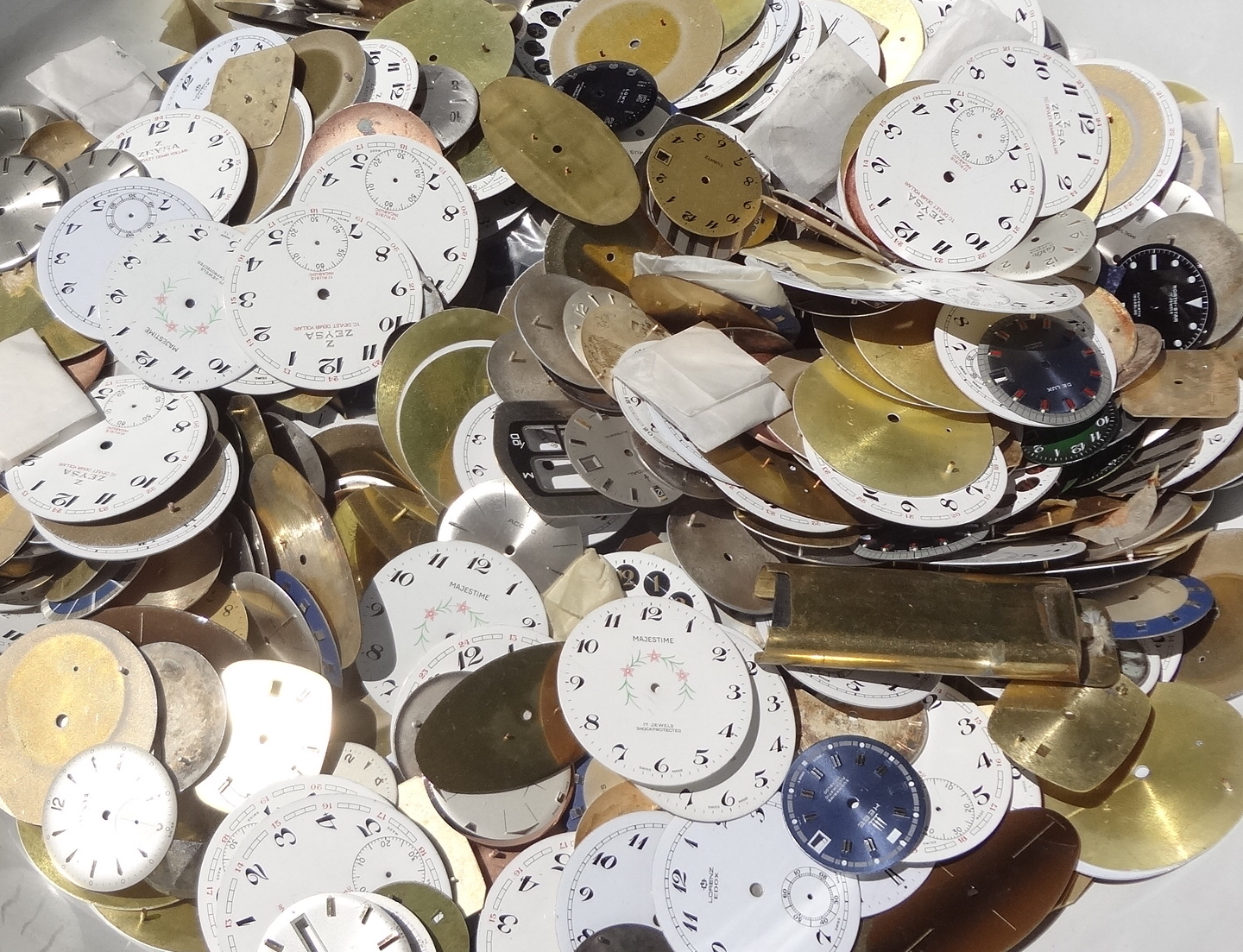
Collection d’anciens cadrans de montres.